# نیروی کار

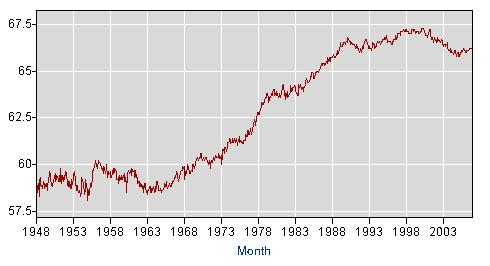
نرخ مشارکت نیروی کار در ایالات متحده

نیروی کار یک جامعه عبارت است از تعداد افرادی که بر اساس قانون، در سن اشتغال قرار گرفته‌اند. این رقم مجموع بیکاران هر کشور را نیز در بر می‌گیرد. برابر آخرین گزارش منتشره توسط سازمان بهره‌وری آسیا (APO) در سال ۲۰۰۷ میلادی، ایران در شاخص سطح بهره‌وری نیروی کار در بین ۲۳ کشور آسیایی رتبه هفتم را کسب کرده‌است. این درحالی است که رتبه ایران در سال ۱۹۹۵ میلادی در بین ۲۳ کشور آسیایی رتبه ۶ بوده‌است. برابر این گزارش در سال ۲۰۰۷ میلادی برای هر کارگر با استفاده از برابری قدرت خرید سال ۲۰۰۵ و به قیمت‌های ثابت این سال رقمی بالغ بر ۳۷ هزار و ۳۰۰ دلار اعلام شد.
بر این اساس، ایران در شاخص سطح بهره‌وری نیروی انسانی، پس از کشورهای، برونئی با ۱۱۵ هزار و ۲۳۴ دلار، هنگ کنگ با ۷۹ هزار و ۲۹۰ دلار، سنگاپور با ۷۸ هزار و ۴۶۱ دلار، ژاپن با ۶۲ هزار و ۴۵۱ دلار، روسیه با ۶۰ هزار و۹۹۰ دلار و کره جنوبی با ۴۳ هزار و ۱۵۸ دلار قرار گرفته‌است و ۱۶ کشور آسیایی دیگر مانند مالزی، تایلند، چین، هند، اندونزی و … در رتبه‌های پس از ایران قرار گرفته‌اند.

## نقش و اهمیت نیروی کار
امروزه، نقش و اهمیت نیروی انسانی در فرایند تولید و ارائه خدمات در جوامع بشری به عنوان مهم‌ترین عامل مشخص شده‌است. با نگاهی به مراحل تمدن بشری مشخص می‌شود که نقش نیروی انسانی از نیروی کار ساده به سرمایه انسانی تکامل یافته‌است؛ چرا که پیشرفت تکنولوژی بدون تحولات نیروی انسانی فاقد کارایی است. در عصر حاضر دیگر تزریق منابع مالی به عنوان فاکتور اصلی توسعه به‌شمار نمی‌آید؛ بلکه تحولات و بهره‌وری نیروی انسانی به رشد خود سبب ارتقای سازمان‌ها و به تبع آن توسعه نظام‌های اقتصادی در جهان می‌شوند؛ به‌طوری‌که سرمایه‌های انسانی میزان سرمایه‌های مادی را تعیین می‌کنند. به جرأت می‌توان ادعا کرد که هر ماشینی در نهایت یک ظرفیت تعریف شده دارد که بیش از آن نمی‌توان انتظار داشت اما ظرفیت‌های انسان تا بی‌نهایت است و همچنین تاکنون هیچ فرایند تولیدی اختراع نشده‌است که به کار انسانی نیازمند نباشد. ریشه و علل عقب‌افتادگی کشورهای توسعه نیافته به‌طور اساسی تحت تأثیر پدیده بهره‌وری پایین است؛ بنابراین، رشد بالای بهره‌وری خصوصاً بهره‌وری نیروی انسانی کار همه فعالیت‌های اقتصادی و اجتماعی را تحت تأثیر قرار می‌دهد. استفاده صحیح از نیروی انسانی به مثابه ارزشمندترین و بزرگ‌ترین ثروت هر جامعه به صورت مسئله‌ای حائز اهمیت مورد توجه دولت‌ها بوده‌است. به عبارت دیگر، می‌توان گفت که انسان هم، هدف توسعه و هم عامل آن محسوب می‌شود و تحقیق اهداف توسعه تا حد قابل توجهی به نحوهٔ اداره و مدیریت این ثروت و منبع حیاتی بستگی یافته‌است. در این میان تجربه نشان داده‌است که کوچک‌سازی دولت‌ها و میدان دادن به بخش خصوصی و تعاونی و هم‌زمان سبب صعود روند بهره‌وری و سرمایه‌گذاری، مشارکت و منابع انسانی می‌شود. بنابراین، بهره‌وری منابع انسانی یکی از رکن‌های مهم هر مؤسسه یا سازمان می‌باشد.

## کشورهای با نیروی کار ارزان
یکی از عواملی که می‌تواند در تبدیل کشورهای مختلف به قدرت‌های اقتصادی مؤثر باشد، در دسترس بودن نیروی کار ارزان‌تر است؛ به عنوان یک نمونه، کشور برزیل با در اختیار داشتن بخش‌های گسترده و توسعه‌یافته کشاورزی، معدن، تولید، خدمات و نیز نیروی کار، دارای تولید ناخالص داخلی (برابری قدرت خرید) بیش از سایر کشورهای آمریکای لاتین است و این امر برزیل را تبدیل به قدرت اقتصادی منطقه کرده‌است و با داشتن منابع طبیعی گسترده و نیروی کاری غنی قدرتمندترین اقتصاد آمریکای جنوبی است. از جمله ارزان‌ترین نیروهای کار در جهان می‌توان نیروی کار در کشورهای ماداگاسکار، بنگلادش، پاکستان، غنا، ویتنام و هند را نام برد.